# 松本梶丸
松本 梶丸（まつもと かじまる、1938年11月6日 - 2008年6月4日）は、浄土真宗の僧。
石川県松任市生まれ。1961年大谷大学文学部仏教学科卒業。真宗大谷派宗務所出版部、研修部勤務を経て、真宗大谷派本誓寺住職。

## 著書
- 『魂のつぶやき』文明堂 1978
- 『いのちの見えるとき』法蔵館 1985
- 『生命の大地に根を下ろし 親鸞の声を聞いた人たち』編著 樹心社 1987
- 『聞くことの大切さ』真宗大谷派名古屋別院教務部 東別院伝道叢書 1988
- 『わが心のよくて、殺さぬにはあらず 大地の声をきく』柏樹社 1991
- 『信心は如来の眼』真宗大谷派宗務所出版部 東本願寺伝道ブックス 1994
- 『生命の見える時 一期一会』中日新聞本社出版開発局 (製作) 1996
- 『一念の信心 ただ今のわが身誕生の時』真宗大谷派名古屋別院教務部 東別院伝道叢書 1997
- 『歎異抄に学ぶ』真宗大谷派宗務所出版部 同朋選書 2004
- 『やわらかな心』真宗大谷派名古屋別院教化事業部 東別院伝道叢書 2004

### 共著
- 『自覚への道』仲野良俊共著　東本願寺出版部 東本願寺伝道ブックス 1982
- 『くらしの中の念仏者』亀井鉱共著 法蔵館 別冊ひとりふたり 1986
- 『めぐりあいのよろこび』青山俊董,荒崎良徳共著 慧文社 2006